# Dedie Rachim
Dedie Abdu Rachim (sinh ngày 6 tháng 4 năm 1966) là một chính trị gia người Indonesia và là cựu viên chức của Ủy ban Bài trừ Tham nhũng (KPK), ông giữ chức phó thị trưởng Bogor, Tây Java từ năm 2019 đến năm 2024, dưới quyền Bima Arya Sugiarto.

## Xuất thân
Dedie Abdu Rachim sinh ngày 6 tháng 4 năm 1966 tại huyện Garut, tỉnh Tây Java. Mặc dù Rachim là tín hữu Hồi giáo, ông theo học tại Trường Công giáo Regina Pacis ở Bogor. Sau khi tốt nghiệp trường Regina Pacis, ông theo học ngành thiết kế công nghiệp tại Học viện Công nghệ Bandung. Năm 2013, Rachim nhận bằng thạc sĩ hành chính công từ Đại học Indonesia.

## Sự nghiệp

### Ủy ban Bài trừ Tham nhũng
Sau khi hoàn thành việc học, Rachim làm nhân viên tư nhân một thời gian. Năm 2005, ông vượt qua cuộc tuyển chọn rồi trở thành viên chức của Ủy ban Bài trừ Tham nhũng (KPK) và kết nạp ủy ban này. Ông là viên chức chính quy cho đến năm 2009, sau đó đến năm 2017, ông làm giám đốc hoặc quyền giám đốc của một số đơn vị KPK, bao gồm báo cáo tài sản, nghiên cứu và phát triển, giáo dục công và quan hệ chính phủ. Phận sự chính của ông tại KPK là tiếp cận công chúng và liên cơ quan.

### Chính trị
Vào tháng 12 năm 2017, thị trưởng đương nhiệm Bima Arya đã đề nghị Rachim làm ứng cử viên liên danh cùng ông trong cuộc tranh cử nhiệm kỳ thứ hai của Arya. Vào ngày 27 tháng 12 năm 2017, Rachim từ chức tại KPK để tranh cử, ông là viên chức KPK đầu tiên từ chức để tham gia một cuộc bầu cử. Các viên chức KPK trước đó chỉ tham gia chính trị sau khi nghỉ hưu ở KPK. Arya-Rachim, được ủng hộ bởi liên minh các đảng bao gồm Đảng Ủy nhiệm Dân tộc (PAN), Đảng Dân chủ, Hanura, Golkar và Nasdem, giành chiến thắng trong cuộc bầu cử với 215.708 phiếu bầu (43,6%) trong cuộc đua bốn ứng cử viên. Rachim nhậm chức phó thị trưởng vào ngày 20 tháng 4 năm 2019.
Vào tháng 2 năm 2024, Rachim kết nạp Đảng Ủy nhiệm Dân tộc, vì đảng này ủng hộ Rachim tranh cử chức thị trưởng trong cuộc bầu cử năm 2024. Nhiệm kỳ của Arya và Rachim kết thúc vào ngày 20 tháng 4 năm 2024, trong một bài phát biểu tạm biệt, Arya ủng hộ Rachim tranh cử chức thị trưởng.